# Sosífanes
Sosífanes (en llatí Sosiphanes, en grec antic Σωσιφάνης) fill de Sosicles, fou un poeta tràgic grec de Siracusa que segons Suides va escriure i representar setanta-tres drames i va obtenir set premis. Era un dels set poetes que formaven part de la plèiade tràgica.
Va néixer al final del regnat de Filip II de Macedònia o potser ja al començament del d'Alexandre el Gran i va morir (o segons altres va florir) entre les olimpíades 121 i 124 (296 aC – 284 aC). En parlen Hefestió, Suides i d'altres. A algunes de les llistes dels set de la plèiade tràgica, el seu nom és substituït per Eàntides. Era el més vell del grup d'aquells set poetes.
De les seves 73 obres només es coneix la titulada  Μελέαγρος (Melèagre) i queden algunes línies d'altres obres.